# Cedzyna
Cedzyna – wieś w Polsce, położona w województwie świętokrzyskim, w powiecie kieleckim, w gminie Górno.
W latach 1975–1998 miejscowość administracyjnie należała do województwa kieleckiego.

## Części wsi
| SIMC    | Nazwa        | Rodzaj    |
| ------- | ------------ | --------- |
| 0238859 | Cedzyna-Góra | część wsi |
| 1017008 | Parcele      | część wsi |
| 0238865 | Piachy       | część wsi |

## Historia
Na pn.-wsch. od wsi na wydmie „Turek” znaleziono ślady pobytu człowieka z epoki kamienia. W pierwszej połowie XVII w. Szembekowie założyli nad Lubrzanką wielki piec hutniczy, przy którym utworzono sztuczny zbiornik wodny. Wytop żelaza prowadzono tu do roku 1778. W latach 30. XX w. przez wieś przebiegała trasa kolejki wąskotorowej z Kielc do Złotej Wody k. Łagowa. W 1978 powstał tu cmentarz komunalny nr 3, na którym odbywają się pochówki zmarłych ze stolicy województwa świętokrzyskiego i najbliższej okolicy. W późniejszym czasie obszar cmentarza znalazł się w granicach Kielc, jednak wciąż określany jest on mianem "Cedzyna".
Historia nazwy
- Cedzyna – „villa Gustowa Wolva ... prope fluvium Czedzyna sita” tak pisano w 1437,  „Czedzyna” w roku 1529, „Cedzyna” w roku 1787,  Cedzyna w roku 1900[8].

Dawniej wieś nosiła zapewne nazwę „Gustowa Wola”, od nazwy osobowej Gust. Wtórnie Cedzyna od nazwy rzeki Cedzyna lub Cedzina, porównaj fluvio dicto Cedzina ... Czedzyna (1357) – dziś rzeka Lubrzanka, nad którą wieś leży.

## Ogólne informacje

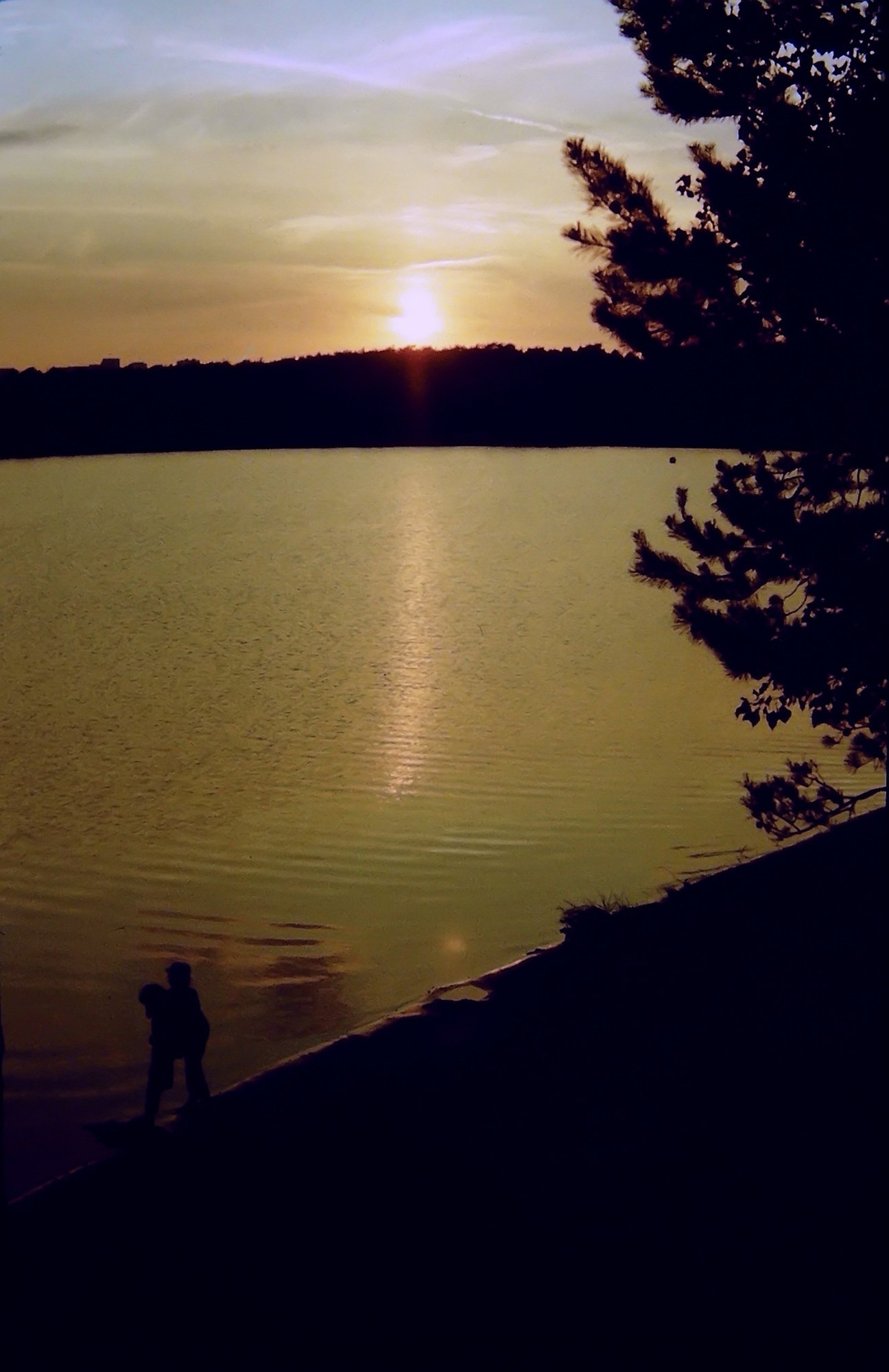
Zalew w Cedzynie

Cedzyna jest punktem początkowym  niebieskiego szlaku turystycznego im. E. Wołoszyna, prowadzącego do Wąchocka,  czerwonego szlaku rowerowego prowadzącego do Nowej Słupi oraz  czarnego szlaku rowerowego prowadzącego do Kielc. W pobliżu wsi znajduje się sztuczny zbiornik wodny „Cedzyna” utworzony w roku 1973 przez spiętrzenie wód Lubrzanki. Działa tu Mała Elektrownia Wodna Cedzyna z dwiema turbinami o łącznej mocy około 74 KW.
W miejscowości znajduje się nowa Szkoła Podstawowa i przedszkole im. Stefana Żeromskiego. Dojazd z Kielc zapewniają autobusy komunikacji miejskiej linii 10, 14, 26, 41, 43 i 47. Obsługują one łącznie 7 przystanków na terenie wsi. 
W roku 2011 został oddany do użytku jedyny do tej pory odcinek S74, który łączy Cedzynę z Kielcami (dokładniej z Bociankiem). Ten prawie siedmiokilometrowy odcinek budowano 2 lata, natomiast koszt tej inwestycji wynosił prawie 355 mln zł.